# Перри, Росс
Росс Пе́рри (англ. Ross Perry; 7 февраля 1990, Фолкерк, Шотландия) — шотландский футболист, центральный защитник.

## Клубная карьера
Перри родился 7 февраля 1990 года в шотландском городе Фолкерк.
Росс является воспитанником глазговского клуба «Рейнджерс». Успешно пройдя в Академии «джерс» спортивное обучение, в мае 2007 года Перри был взят наставником первой команды Уолтером Смитом в турне шотландского коллектива по Северной Америке. За время поездки защитник один раз поучаствовал в играх «Рейнджерс», выйдя на замену вместо Дэвида Уэйра в поединке против «Лос-Анджелес Гэлакси». Впечатлив тренеров «джерс» своим старанием и трудолюбием, в октябре того же года Перри подписал с глазговцами свой первый профессиональный контракт сроком на два года.
28 августа 2008 года Росс был отдан в аренду на сезон 2008/09 в английский клуб «Оксфорд Юнайтед». За «жёлтых» защитник провёл 11 матчей после чего вернулся в Глазго. Но пробиться в основной состав «джерс» Росс вновь не смог. 11 февраля 2011 года Перри был вновь отправлен по арендному соглашению в другой клуб — новым временным работодателем защитника стал коллектив из его родного города — «Фалкирк». Уже на следующий день состоялся дебют Росса в первом составе «детей» — молодой оборонец провёл полный матч против клуба «Гринок Мортон».
Сезон 2011/12 Перри начал в составе своей родной команды. 13 августа он наконец дебютировал в официальной встрече «Рейнджерс», в которой глазговцы в рамках четвёртого тура чемпионата Шотландии 2011/12 победили «Инвернесс Каледониан Тисл» со счётом 2:0. Росс появился на поле, заменив одноклубника Кайла Бартли на 33-й минуте поединка. 9 сентября молодой защитник ещё на четыре года пролонгировал с «Рейнджерс» соглашение о сотрудничестве.

## Сборная Шотландии
С 2008 года Перри защищал цвета различных сборных Шотландии. В период 2009 по 2012 год являлся игроком национальной молодёжной команды страны, в составе которой он провёл шестнадцать матчей.

## Достижения
«Рейнджерс»
- Победитель Третьего дивизиона шотландской Футбольной лиги: 2012/13

## Клубная статистика
| Клуб                       | Сезон                      | Чемпионат | Чемпионат | Кубок | Кубок | Кубок Лиги | Кубок Лиги | Кубок вызова | Кубок вызова | Еврокубки | Еврокубки | Итого | Итого |
| Клуб                       | Сезон                      | Игры      | Голы      | Игры  | Голы  | Игры       | Голы       | Игры         | Голы         | Игры      | Голы      | Игры  | Голы  |
| -------------------------- | -------------------------- | --------- | --------- | ----- | ----- | ---------- | ---------- | ------------ | ------------ | --------- | --------- | ----- | ----- |
| Оксфорд Юнайтед            | 2009/10                    | 8         | 0         | 3     | 0     | —          | —          | —            | —            | —         | —         | 11    | 0     |
| Всего за «Оксфорд Юнайтед» | Всего за «Оксфорд Юнайтед» | 8         | 0         | 3     | 0     | 0          | 0          | 0            | 0            | 0         | 0         | 11    | 0     |
| Фалкирк                    | 2010/11                    | 12        | 0         | —     | —     | —          | —          | —            | —            | —         | —         | 12    | 0     |
| Всего за «Фалкирк»         | Всего за «Фалкирк»         | 12        | 0         | 0     | 0     | 0          | 0          | 0            | 0            | 0         | 0         | 12    | 0     |
| Рейнджерс                  | 2011/12                    | 12        | 0         | —     | —     | —          | —          | —            | —            | 1         | 0         | 13    | 0     |
| Рейнджерс                  | 2012/13                    | 17        | 0         | 3     | 0     | 2          | 0          | 1            | 0            | —         | —         | 23    | 0     |
| Всего за «Рейнджерс»       | Всего за «Рейнджерс»       | 29        | 0         | 3     | 0     | 2          | 0          | 1            | 0            | 1         | 0         | 36    | 0     |
| Всего за карьеру           | Всего за карьеру           | 49        | 0         | 6     | 0     | 2          | 0          | 1            | 0            | 1         | 0         | 59    | 0     |

(откорректировано по состоянию на 23 февраля 2013)